# Yuri Jonathan Vitor Coelho
Yuri Jonathan Vitor Coelho (sinh ngày 12 tháng 6 năm 1998) là một cầu thủ bóng đá người Brasil.

## Sự nghiệp câu lạc bộ
Yuri Jonathan Vitor Coelho hiện đang chơi cho Gainare Tottori.